# Lee Do-hyun
Lee Do-hyun (tiếng Hàn: 이도현, sinh ngày 11 tháng 04 năm 1995) tên thật là Lim Dong-hyun (tiếng Hàn: 임동현), là một nam diễn viên người Hàn Quốc. Bắt đầu sự nghiệp vào năm 2017 với vai Lee Joon-ho (lúc trẻ), đến nay, anh đã góp mặt trong một số bộ phim truyền hình Hotel Del Luna (2019), Trở lại tuổi 18 (2020), Sweet Home: Thế giới ma quái (2020-hiện tại), Tuổi trẻ của tháng Năm (2021), Vinh quang trong thù hận (2022–2023), và Người mẹ tồi của tôi (2023), cũng như bộ phim điện ảnh Exhuma: Quật mộ trùng ma (2024).

## Sự nghiệp
Lee Do-hyun ra mắt vào năm 2017 trong bộ phim hài đen mang tên Prison Playbook, thủ vai nhân vật Jung Kyung-ho lúc nhỏ.
Vào năm 2018, Dohyun được thủ vai thành viên của câu lạc bộ đua thuyền - bạn thân của nhân vật nam chính, trong bộ phim truyền hình lãng mạn Vẫn mãi tuổi 17. Với sự diễn xuất này, anh đã được đề cử hạng mục "Nhân vật của năm" tại Giải thưởng phim truyền hình SBS 2018 cùng với Ahn Hyo-seop và Jo Hyun-sik. Ba diễn viên này đã trình diễn ca khúc One Candle của g.o.d tại lễ trao giải. Cùng năm đó, Do-hyun xuất hiện trong phim Cô tiên dọn dẹp, với vai em trai của nữ chính và là một vận động viên Taekwondo triển vọng.
Vào năm 2019, Do-hyun tham gia vào bộ phim truyền hình Khách sạn ma quái nắm giữ tỉ suất người xem cao nhất trên sóng truyền hình cáp. Anh còn xuất hiện đặc biệt trong phim The Great Show của đài tvN. Do-hyun đóng vai chính trong Scouting Report, bộ phim thứ năm trong mùa thứ 10 của KBS Drama Special, giúp anh chiến thắng giải "Diễn viên xuất sắc trong một bộ phim ngắn/đặc biệt" tại KBS Drama Awards lần thứ 33.
Vào năm 2020, Do-hyun đóng vai chính trong bộ phim hài lãng mạn Trở lại tuổi 18, dựa trên bộ phim Mỹ Trở lại tuổi 17, bản sao của Zac Efron và tạo được tiếng vang lớn với diễn xuất của mình. Anh nhận được giải thưởng Nam diễn viên mới xuất sắc nhất tại Giải thưởng nghệ thuật Baeksang lần thứ 57. Cuối năm 2020, anh vào vai Lee Eun-hyuk trong bộ phim kinh dị Sweet Home: Thế giới ma quái của Netflix, chuyển thể từ webtoon cùng tên bộ phim nhận được sự chú ý lớn với mức đầu tư lên đến 56 tỷ đồng một tập.
Năm 2021, một năm được cho là rất thành công của Do-hyun khi anh nhận được liên tiếp nhiều giải thưởng. Đầu năm 2021 Do-hyun xuất hiện trong bộ phim Beyond Evil, thủ vai Lee Dong Sik thời trẻ mà diễn viên Shin Ha Kyun thủ vai chính. Bộ phim trở thành tác phẩm xuất sắc nhất tại giải thưởng nghệ thuật Baeksang lần thứ 51 cùng với nhiều đề cử và giải thưởng. Cùng năm, anh tham gia đóng vai chính trong bộ phim truyền hình 12 tập Tuổi trẻ của tháng Năm của đài KBS2, một bộ phim lấy bối cảnh cuộc nổi dậy Gwangju năm 1980. Nhờ vai diễn này mà anh được gắn biệt danh "Ông hoàng melo thế hệ mới" bởi sự thành công trong lần đầu thử sức với thể loại Melodrama. Bộ phim đem đến cho Lee Do Hyun nhiều giải thưởng, trong đó có giải thưởng Nam diễn viên xuất sắc nhất tại KBS Drama Awards. Cuối năm 2021, Lee Do Hyun tham gia vào bộ phim của đài tvN mang tên Góc khuất học đường cùng với Im Soo-jung, thủ vai chính là một cậu bé thiên tài toán học. Vào cuối năm 2021, Lee Do-hyun làm MC cho lễ trao giải KBS Drama Awards cùng với Kim So-hyun và Sung Si-kyung.
Đầu năm 2022, Do-hyun góp mặt trong bộ phim ngắn Tình yêu tái sinh, một bộ phim web quảng cáo cho nước giải rượu. Đây là lần thứ 3 anh tái hợp với Go Min-si. Tháng 12 cùng năm, Do-hyun trở lại màn ảnh nhỏ với bộ phim truyền hình Netflix viết bởi biên kịch Kim Eun-sook mang tên Vinh quang trong thù hận cùng với Song Hye-kyo.
Vào năm 2023, Do-hyun chọn Death's Game là dự án cuối cùng của mình trước khi nhập ngũ do mối quan hệ thân thiết của anh với đạo diễn Ha Byung-hoon, người mà anh đã làm việc cùng trong bộ phim Trở lại tuổi 18.

## Đời tư
Ngày 1 tháng 4 năm 2023, Yuehua Entertainment xác nhận Lee Do Hyun đang hẹn hò với nữ diễn viên Lim Ji Yeon, hai người gặp nhau khi cùng quay bộ phim Vinh quang trong thù hận.

## Danh sách phim

### Phim điện ảnh
| Năm  | Tên phim                           | Vai trò      | Kênh phát sóng                                      | Sản xuất và phân phối                         | Ghi chú               |
| ---- | ---------------------------------- | ------------ | --------------------------------------------------- | --------------------------------------------- | --------------------- |
| 2016 | Summer Night                       | Camo         | 전주국제영화제 (Jeonju International Film Festival) |                                               | Phim ngắn             |
| 2017 | Tomorrow will be better than today | Kang Seo-jin | Youtube                                             | Được thực hiện độc lập bởi một nhóm sinh viên | Phim ngắn             |
| 2024 | Exhuma: Quật mộ trùng ma           | Bong-gil     |                                                     | Showbox                                       | Phim điện ảnh đầu tay |

### Phim truyền hình / Phim nền tảng (OTT)
| Năm       | Tên phim                                                   | Tên tiếng Hàn           | Vai diễn                                | Đài phát sóng       | Ghi chú                                           | Tham khảo |
| --------- | ---------------------------------------------------------- | ----------------------- | --------------------------------------- | ------------------- | ------------------------------------------------- | --------- |
| 2017      | Cô giáo hiphop (Hiphop Teacher)                            | 힙한선생                | Giao đồ ăn nhanh                        | JTBC                | Cameo                                             | [ 31 ]    |
| 2017–18   | Prison Playbook (Đời sống ngục tù)                         | 슬기로운 감빵생활       | Lee Joon-ho (lúc trẻ)                   | tvN                 | Cameo (tập 1, 6,9)                                | [ 1 ]     |
| 2018      | Vẫn mãi tuổi 17 (Still 17)                                 | 서른이지만 열일곱입니다 | Dong Hae-beom                           | SBS                 | Vai phụ (xuất hiện 16 tập)                        | [ 2 ]     |
| 2018–19   | Cô tiên dọn dẹp (Clean with Passion for Now)               | 일단 뜨겁게 청소하라    | Gil Oh-dol                              | JTBC                | Vai phụ (xuất hiện 16 tập)                        | [ 4 ]     |
| 2019      | Khách sạn ma quái (Hotel del Luna)                         | 호텔델루나              | Go Cheong-myeong                        | tvN                 | Nam phụ (xuất hiện tập 3, 4, 6, 7, 8, 12, 13, 14) | [ 5 ]     |
| 2019      | The Great Show (Vở kịch vĩ đại)                            | 위대한 쇼               | Wi Dae-han (lúc trẻ)                    | tvN                 | Cameo (Tập 1, 3, 15..)                            | [ 6 ]     |
| 2019      | Drama Special: Scouting Report (Báo cáo chiêu mộ nhân tài) | 스카우팅 리포트         | Kwak Jae-won                            | KBS2                | Nam chính (với Choi Won-young)                    | [ 8 ]     |
| 2020      | Trở lại tuổi 18 (18 Again)                                 | 18 어게인               | Hong Dae-young (lúc trẻ) / Go Woo-young | JTBC                | Nam chính                                         | [ 9 ]     |
| 2020      | Sweet Home: Thế giới ma quái                               | 스위트홈                | Lee Eun-hyeok                           | Netflix             | Nam phụ (xuất hiện 10 tập)                        | [ 11 ]    |
| 2021      | Vượt ra tội ác (Beyond Evil)                               | 괴물                    | Lee Dong-sik (lúc trẻ)                  | JTBC                | Cameo (tập 1,2,3 5,11,12)                         | [ 41 ]    |
| 2021      | Tuổi trẻ của tháng Năm (Youth of May)                      | 오월의 청춘             | Hwang Hee-tae                           | KBS2                | Nam chính                                         | [ 43 ]    |
| 2021      | Góc khuất học đường (Melancholia)                          | 멜랑꼴리아              | Baek Seung-yoo                          | tvN                 | Nam chính                                         | [ 45 ]    |
| 2022-2023 | Vinh quang trong thù hận (The Glory)                       | 더 글로리               | Joo Yeo-jeong                           | Netflix             | Nam chính                                         | [ 47 ]    |
| 2023      | Người mẹ tồi của tôi                                       | 나쁜 엄마               | Choi Kang-ho                            | JTBC, Netflix       | Nam chính                                         |           |
| 2023      | Trò chơi tử thần (Death's Game)                            | 이재, 곧 죽습니다       | Jang Geon-woo (Choi Yi Jae)             | TVING, Amazon Prime | Nam phụ (xuất hiện tập 4)                         | [ 50 ]    |
| 2023      | Sweet Home: Thế giới ma quái (phần 2)                      | 스위트홈                | Lee Eun-hyeok                           | Netflix             | Cameo                                             | [ 52 ]    |
| 2024      | Sweet Home: Thế giới ma quái (phần 3)                      | 스위트홈                | Lee Eun-hyeok                           | Netflix             | Nam phụ                                           | [ 52 ]    |

## Chương trình thực tế, giải trí
| Năm  | Ngày lên sóng                               | Tiêu đề                       | Vai trò                                                                          | Kênh   | Ghi chú                           |
| ---- | ------------------------------------------- | ----------------------------- | -------------------------------------------------------------------------------- | ------ | --------------------------------- |
| 2020 | 29/03/2020 19/04/2020 05/07/2020 13/12/2020 | Running Man                   | Khách mời                                                                        | SBS    | Tập 496 Tập 499 Tập 510 Tập 533   |
| 2020 | 05/09/2020                                  | Knowing Brothers              | Khách mời                                                                        | JTBC   | Tập 246                           |
| 2021 | 09/01/2021                                  | Point of Omniscient Interfere | Xuất hiện ngắn ở mục VCR                                                         | MBC    | Tập 135 (Khách mời: Lee Si Young) |
| 2022 | 14/01/2022                                  | Entertainment Weekly          | Phỏng vấn các ngôi sao được kỳ vọng trong năm 2022                               | KBS2   | Tập 69                            |
| 2023 | 22/03/2023                                  | You Quiz on The Block         | Khách mời                                                                        | TvN    | Tập 186                           |
| 2024 | 02/06/2024                                  | The Backpacker Chef (mùa 2)   | Khách mời (trong thời gian thực hiện nghĩa vụ quân sự tại Không Quân Hàn Quốc)   | TvN    | Tập 2                             |
| 2024 | 05/10/2024                                  | Immortal Song 2               | MC đặc biệt (trong thời gian thực hiện nghĩa vụ quân sự tại Không Quân Hàn Quốc) | KBS2TV | Tập 675                           |

## Giải thưởng và đề cử

### Giải thưởng phim
| Năm  | Lễ trao giải                                                                | Hạng mục                                                               | (Những) Người/Tác phẩm được đề cử                                               | Kết quả         | Tham khảo     |
| ---- | --------------------------------------------------------------------------- | ---------------------------------------------------------------------- | ------------------------------------------------------------------------------- | --------------- | ------------- |
| 2018 | SBS Drama Awards lần thứ 26                                                 | Nhân vật của năm                                                       | Vẫn mãi tuổi 17 (Still 17)                                                      | Đề cử           | [ 3 ]         |
| 2019 | KBS Drama Awards lần thứ 33                                                 | Nam diễn viên xuất sắc nhất trong bộ phim ngắn/đặc biệt                | Scouting Report (Phim Special KBS "Báo cáo tuyển trạch viên")                   | Đoạt giải       | [ 8 ]         |
| 2020 | 5th Asia Artist Awards                                                      | Giải danh tiếng (Diễn viên)                                            |                                                                                 | Đề cử           |               |
| 2021 | 7th APAN Star Awards                                                        | Nam diễn viên mới xuất sắc nhất                                        | Trở lại tuổi 18 (18 Again)                                                      | Đoạt giải       | [ 59 ] [ 60 ] |
| 2021 | 19th Korea First Brand Awards                                               | Nam diễn viên mới xuất sắc nhất                                        | Trở lại tuổi 18 (18 Again)                                                      | Đoạt giải       |               |
| 2021 | 57th Baeksang Arts Awards                                                   | Nam diễn viên mới xuất sắc nhất                                        | Trở lại tuổi 18 (18 Again)                                                      | Đoạt giải       | [ 61 ]        |
| 2021 | KBS Drama Awards 2021                                                       | Nam diễn viên xuất sắc nhất (Grand Actor Award)                        | Tuổi trẻ của tháng Năm (Youth of May)                                           | Đoạt giải       | [ 62 ]        |
| 2021 | KBS Drama Awards 2021                                                       | Cặp đôi xuất sắc nhất (với Go Min-si)                                  | Tuổi trẻ của tháng Năm (Youth of May)                                           | Đoạt giải       | [ 63 ]        |
| 2021 | KBS Drama Awards 2021                                                       | Giải danh tiếng (Diễn viên nam)                                        | Tuổi trẻ của tháng Năm (Youth of May)                                           | Đề cử           |               |
| 2021 | Asia Artist Awards                                                          | Nam diễn viên mới xuất sắc nhất của năm                                | Tuổi trẻ của tháng Năm (Youth of May)                                           | Đoạt giải       | [ 64 ]        |
| 2021 | Asian Academy Creative Awards (Giải thưởng Hàn lâm sáng tạo Châu Á)         | Nam diễn viên phụ xuất sắc nhất                                        | Sweet Home: Thế giới ma quái                                                    | Đoạt giải       | [ 65 ]        |
| 2021 | Seoul International Drama Awards                                            | Diễn viên nam Hàn Quốc xuất sắc                                        | Sweet Home: Thế giới ma quái                                                    | Đề cử           |               |
| 2021 | Brand of the Year Awards                                                    | Diễn viên triển vọng                                                   | Lee Do-hyun                                                                     | Đoạt giải       | [ 66 ]        |
| 2021 | Kinolights Awards                                                           | Nam diễn viên của năm (Quốc nội)                                       | Sweet Home: Thế giới ma quái Tuổi trẻ của tháng Năm (Youth of May)              | Đoạt giải Top 5 | [ 67 ]        |
| 2022 | Blue Dragon Series Awards (1st)                                             | Nam diễn viên mới xuất sắc nhất                                        | Tuổi trẻ của tháng Năm (Youth of May)                                           | Đề cử           |               |
| 2023 | Brand of the Year 2023                                                      | Nam diễn viên của năm (OTT)                                            | Vinh quang trong thù hận (The Glory) Người mẹ tồi của tôi (The Good Bad Mother) | Đoạt giải       | [ 68 ]        |
| 2023 | 2023 SEOULCON APAN Star Awards                                              | Nam diễn viên chính xuất sắc nhất (hạng mục phim có độ dài trung bình) | Vinh quang trong thù hận (The Glory) Người mẹ tồi của tôi (The Good Bad Mother) | Đề cử           | [ 69 ]        |
| 2023 | Brand Customer Loyalty Awards                                               | Nam diễn viên chính xuất sắc nhất (OTT)                                | Vinh quang trong thù hận (The Glory)                                            | Đề cử           | [ 70 ] [ 71 ] |
| 2023 | Global Film & Television Huading Awards                                     | Best Global Teleplay Leading Actor                                     | Vinh quang trong thù hận (The Glory)                                            | Đề cử           | [ 72 ]        |
| 2023 | FUNdex Awards 2023                                                          | Best of OTT Drama Actor                                                | Vinh quang trong thù hận (The Glory)                                            | Đề cử           |               |
| 2024 | 60th Baeksang Arts Awards                                                   | Nam diễn viên mới xuất sắc nhất (mảng điện ảnh)                        | Exhuma: Quật Mộ Trùng Ma                                                        | Đoạt giải       | [ 73 ]        |
| 2024 | 33rd Buil Film Awards                                                       | Nam diễn viên mới xuất sắc nhất (mảng điện ảnh)                        | Exhuma: Quật Mộ Trùng Ma                                                        | Đề cử           | [ 74 ]        |
| 2024 | 44th Korean Association of Film Critics AWARDS 2024 (Critics Choice Awards) | Nam diễn viên mới xuất sắc nhất (mảng điện ảnh)                        | Exhuma: Quật Mộ Trùng Ma                                                        | Đoạt giải       | [ 75 ]        |
| 2024 | 45th Blue Dragon Film Awards                                                | Nam diễn viên mới xuất sắc nhất (mảng điện ảnh)                        | Exhuma: Quật Mộ Trùng Ma                                                        | Đề cử           | [ 76 ]        |
| 2025 | 18 Asian Film Awards                                                        | Nam diễn viên mới (mảng điện ảnh)                                      | Exhuma: Quật Mộ Trùng Ma                                                        | Đề cử           | [ 77 ]        |
| 2025 | 23rd Director's Cut Awards                                                  | Nam diễn viên mới xuất sắc nhất (mảng điện ảnh)                        | Exhuma: Quật Mộ Trùng Ma                                                        | Đoạt giải       | [ 78 ]        |

### Những giải thưởng khác / Giải thưởng danh dự
| Năm  | Quốc gia hoặc tổ chức         | Nội dung / nhận được giải từ                                            | Nguồn tham khảo |
| ---- | ----------------------------- | ----------------------------------------------------------------------- | --------------- |
| 2023 | Newsis K-EXPO Cultural Awards | Giải thưởng của Chủ tịch Ủy ban Văn hóa, Thể thao và Du lịch (Quốc hội) | [ 79 ]          |

## Danh sách đề cử khác được liệt kê trên báo chí
| Năm  | Nhà xuất bản | Danh sách / Nội dung đề cử                                                   | Vị trí              | Nguồn tham khảo |
| ---- | ------------ | ---------------------------------------------------------------------------- | ------------------- | --------------- |
| 2020 | Cine 21      | Nam diễn viên thế hệ mới được kỳ vọng trong năm 2021                         | Thứ 1               | [ 80 ]          |
| 2022 | Forbes Korea | Ngôi sao mới quyền lực của làng giải trí Hàn Quốc                            | Nằm trong danh sách | [ 81 ]          |
| 2023 | Cine 21      | Top 5 nam diễn viên mới đáng mong đợi và dõi theo trong năm 2023             | Thứ 2               | [ 82 ]          |
| 2024 | Cine 21      | Các nam diễn viên thế hệ kế tiếp của điện ảnh Hàn Quốc (Korena Film Next 50) | Nằm trong danh sách | [ 83 ]          |

## Tạp chí (Họa báo)
| Năm  | Tạp chí                        | Số phát hành | Ghi chú                            |
| ---- | ------------------------------ | ------------ | ---------------------------------- |
| 2019 | Kankoku TV Drama (Vol.91)      | Tháng 8      |                                    |
| 2019 | Grazia                         | Tháng 12     | [ 84 ]                             |
| 2020 | Esquire                        | Tháng 2      | [ 85 ]                             |
| 2020 | Nylon                          | Tháng 3      | [ 86 ] [ 87 ] [ 88 ] [ 89 ] [ 90 ] |
| 2020 | Wkorea                         | Tháng 10     | [ 91 ]                             |
| 2020 | GQ                             | Tháng 11     | [ 92 ]                             |
| 2020 | Dazed                          | Tháng 11     | [ 93 ]                             |
| 2020 | Marie Claire                   | Tháng 11     | [ 94 ]                             |
| 2020 | 1st Look (Cover)               | Tháng 11     | [ 95 ] [ 96 ]                      |
| 2020 | @star1                         | Tháng 12     | [ 97 ]                             |
| 2020 | Cine21                         | Tháng 12     | [ 98 ] [ 99 ]                      |
| 2021 | ELLE                           | Tháng 1      | [ 100 ]                            |
| 2021 | Dazed                          | Tháng 2      | [ 93 ]                             |
| 2021 | Dazed                          | Tháng 5      | [ 93 ]                             |
| 2021 | Allure (Cover)                 | Tháng 8      | [ 101 ]                            |
| 2021 | ELLE                           | Tháng 11     | [ 102 ]                            |
| 2022 | Harper's BAZAAR Taiwan (Cover) | Tháng 3      | [ 103 ] [ 104 ] [ 105 ]            |
| 2022 | Cine21 (Cover)                 | Tháng 4      | [ 106 ] [ 107 ]                    |
| 2022 | Wkorea                         | Tháng 5      | [ 108 ] [ 109 ]                    |
| 2023 | Cosmopolitan (Cover)           | Tháng 4      | [ 110 ] [ 111 ]                    |
| 2023 | Esquire                        | Tháng 4      | [ 112 ]                            |
| 2023 | Esquire (Cover)                | Tháng 5      | [ 113 ] [ 114 ]                    |

## Quảng cáo
| Năm  | Quảng cáo                                                                                | Tên doanh nghiệp (tập đoàn)                | Ghi chú                                                 |
| ---- | ---------------------------------------------------------------------------------------- | ------------------------------------------ | ------------------------------------------------------- |
| 2020 | Megapass                                                                                 | Megastudy                                  | [ 115 ] [ 116 ]                                         |
| 2021 | Zigbang One-room Mass Campaign                                                           | Zigbang                                    | [ 117 ]                                                 |
| 2021 | Pure Radiant Protection Aqua Glow Cushion / After-glow Lipbalm                           | NARS                                       | [ 118 ] [ 119 ] [ 120 ] [ 121 ] [ 122 ] [ 123 ] [ 124 ] |
| 2021 | "Ttokbokki And Malibu" Campaign                                                          | Pernod Ricard Korea                        | [ 125 ] [ 125 ] [ 126 ] [ 127 ] [ 128 ] [ 129 ]         |
| 2021 | Hello stranger, The Pink                                                                 | Hyundai Card                               | [ 130 ] [ 131 ] [ 132 ]                                 |
| 2021 | Đi tìm bức tranh bị đánh cắp (Quảng cáo nâng cao ý thức cộng đồng)                       | kobaco (Korea Broadcast Advertising Corp.) | [ 133 ] [ 134 ] [ 135 ]                                 |
| 2021 | SSF Shop                                                                                 | Samsung                                    | [ 136 ] [ 137 ]                                         |
| 2021 | 2021 WINTER Outer Collection (Lee Do Hyun là "chàng thơ đầu tiên" của Covernat Hàn Quốc) | COVERNAT                                   | [ 138 ] [ 139 ]                                         |
| 2022 | 2022 SPRING CAMPAIGN - A little journey                                                  | COVERNAT                                   | [ 140 ] [ 141 ]                                         |
| 2022 | 2022 SUMMER. LOVE. WEEKEND!                                                              | COVERNAT                                   | [ 142 ] [ 143 ]                                         |
| 2022 | Condition (Quảng cáo nước giải rượu cùng Go Min-si)                                      | inno.N                                     | [ 144 ] [ 145 ]                                         |
| 2022 | AESTURA                                                                                  | AMORE PACIFIC                              | [ 146 ] [ 147 ]                                         |
| 2022 | Jokmahawk                                                                                | Jokbal Night Market                        | [ 148 ] [ 149 ]                                         |
| 2023 | Hublot                                                                                   | LVMH Hublot                                | [ 150 ] [ 151 ] [ 152 ]                                 |
| 2023 | Chumchurum Saero (Soju)                                                                  | Lotte Chilsung Beverage                    | [ 153 ] [ 154 ] [ 155 ]                                 |
| 2023 | Tập đoàn Tài chính Hana (Hana Bank - Ngân hàng Big 3 Hàn Quốc)                           | Hana Financial Group Inc.                  | [ 156 ] [ 157 ] [ 158 ]                                 |
| 2023 | Carrieverse (Game) (Lee Do Hyun là đại sứ khu vực Đông Nam Á của game Carrieverse)       | CarrieSoft Co Ltd                          | [ 159 ] [ 160 ]                                         |

## Radio (FM)
| Năm  | Ngày tháng | Đài phát     | Tên chương trình                                      |
| ---- | ---------- | ------------ | ----------------------------------------------------- |
| 2019 | 06/02      | SBS Power FM | Park So Hyun's Love Game (Với Heo Young-ji)           |
| 2019 | 25/09      | MBC FM4U     | MBC FM4U Noon Hope Song (Với Kang Mina)               |
| 2021 | 02/11      | Naver        | Naver Now Melancholoa Special Show (với Lim Soo-jung) |

## Góp giọng (Narration) / Dẫn chương trình (MC)
| Năm  | Ngày phát sóng | Đơn vị phát sóng / tổ chức | Hoạt động, tên chương trình | Ghi chú |
| ---- | -------------- | --- | --- | --- |
| 2021 |                | Netflix | Headspace Guide to Meditation | Tham gia thu âm cho chương trình dưới tư cách đại diện từ Hàn Quốc                                                 |
| 2021 | 31/12/2021     | KBS2 | Làm MC cho 2021 KBS Drama Awards (Với Kim So-hyun và Sung Si-kyung) | [ 165 ] |
| 2023 |                | Không Quân Hàn Quốc (ROKAF) | [Phim tài liệu đặc biệt về các phi công Quốc gia lần thứ 9] Một cơ hội đặc biệt để bay từ cuộc sống hàng ngày lên bầu trời | Tham gia dẫn chuyện với tư cách một người lính binh nhất Không Quân                                                |
| 2023 | UNC            | Triển lãm tranh "Wake up the pictures" của họa sĩ người Đức 'Christoph Ruckhäberle' (một phần doanh thu của triển lãm sẽ gây quỹ cho các bệnh nhi ung thư) | Góp giọng tình nguyện với tư cách Audio Guide đặc biệt | |
| 2024 | 20/06/2024     | KBS1TV | Phim tài liệu "Good-bye Phantom" (Để đánh dấu sự nghỉ hưu của chiếc máy bay Phantom F4-E - chiếc máy bay quân sự đã bảo vệ không phận của Hàn Quốc trong 55 năm, bộ phim ghi lại lịch sử của Lực lượng Không quân và ý nghĩa của chiếc Phantom, lưu lại khoảnh khắc cuối cùng của nó). | Tham gia với tư cách là người dẫn chuyện đặc biệt với tư cách một người lính, MC của Ban Nhạc Không Quân Hàn Quốc. |

## Fanmeeting
| Thời gian tổ chức | Tiêu đề             | Địa điểm tổ chức                           | Ghi chú                                                                           |
| ----------------- | ------------------- | ------------------------------------------ | --------------------------------------------------------------------------------- |
| 05/08/2023        | THE BEGINNIG : 시작 | Donghae Arts Center (Kwangwoon University) | Fanmeeting đầu tiên của Lee Do Hyun được diễn ra một tuần trước khi anh nhập ngũ. |

## Liên kết
- Lee Do-hyun trên HanCinema
- Lee Do-hyun trên Yuehua Entertainment (bằng tiếng Hàn Quốc)
- Lee Do-hyun trên IMDb
- Lee Do-hyun trên Instagram